# Copa Airlines
Copa Airlines és l'aerolínia nacional i internacional de Panamà. L'aerolinia posseeix la flota més jove d'Amèrica i viatja a 55 destinacions en 27 països al Nord, Centre i Sud d'Amèrica i el Carib. Està afiliada a la companyia americana Continental Airlines i el seu Hub principal es troba a l'Aeroport Internacional de Tocumen.

## Història
Va ser fundada el 1947 sota el nom Compañía Panameña de Aviación, originalment i en castellà. Va iniciar vols domèstics a 3 ciutats de Panamà utilitzant avions Douglas DC-4.
El 1960 va ampliar a 3 les freqüències setmanals a les ciutats de San José, Kingston, Barranquilla i Medellín, gràcies a la incorporació d'un avió AVRO 748 i un ELECTRA 188.
Cap a la dècada de 1970 decideix retirar-se del mercat domèstic, dedicant-se únicament a operar destinacions internacionals. El 1980, incorpora 1 avió Boeing 737-100, ampliant les seves destinacions a Cartagena a Colòmbia, Port-au-Prince a Haití, Santo Domingo, San Juan a Puerto Rico i Miami als Estats Units.
En la dècada dels anys 90, amplia la seva cobertura internacional amb vols a Mèxic, Santiago de Xile, Bogotá, Montego Bay, Quito, Guayaquil, Lima, Buenos Aires i L'Havana.
En el 1998 l'empresa Continental Airlines va comprar el 49% de les accions de Copa Airlines. A partir d'aquesta compra, Copa Airlines i Continental Airlines van iniciar una aliança que va permetre a Copa entrar en el programa de viatgers freqüents OnePass de Continental Airlines i, al mateix temps, aprofitar la relació de Continental amb Boeing per a l'adquisició de noves aeronaus.
Cap a començaments de l'any 2000 incorpora les destinacions de Cancun, Orlando, Sao Paulo, Los Angeles i San Andrés. El 2003 rep el primer Boeing 737-800 Next Generation. En el 2004, se signa un acord per a l'adquisició d'avions brasilers Embraer 190, amb una ordre en ferma de 10 i opció de 20 addicionals.
El 2005, Copa Airlines va adquirir la línia aerea colombiana AeroRepública. Aquest mateix any, Copa Holdings, S. a., l'empresa tenidora de les accions de Copa Airlines, llança una oferta pública de 14 milions d'accions en la Borsa de Valors de Nova York, convertint-se així en la tercera línia aerea llatinoamericana (després de la xilena LAN i la brasilera GOL) en cotitzar-se en aquest important mercat financer.
El 2006, Copa Airlines va agregar 6 destinacions: Manaus, Maracaibo, Montevideo, Rio de Janeiro, San Pedro Sula i Santiago de los caballeros.
El 2007, Copa Airlines va agregar 4 destinacions: Cordoba, Guadalajara, Punta Cana i Washington i es fa membre associat de l'aliança SkyTeam.
El 2008, Copa Airlines ha agregat noves destinacions: Port of Spain, Belo Horizonte, Valencia (Veneçuela), Oranjestad (Aruba) i Santa Cruz de la Sierra.

## Codis compartits
Copa Airlines posseeix codis compartits amb les següents companyies:
- Aeroméxico
- AeroRepública
- Continental Airlines
- Cubana de Aviación
- Gol Transportes Aéreos
- Gulfstream International Airlines
- KLM
- Northwest Airlines
- Varig